# Anobii
Anobii es una red social dirigida a los lectores que fue creada en 2006 por una empresa privada propiedad de Greg Sung. En 2010  fue adquirida por una nueva empresa respaldada por HMV Group, HarperCollins, Penguin y Random House, con sede en Hong Kong. 
Ha recibido mucha atención en la blogosfera literaria al convertirse en una plataforma sobre la que los usuarios pueden compartir, descubrir, comentar, buscar y comprar libros así como hacer una red de amigos en torno de sus lecturas.
El 12 de junio de 2012, se anunció que HMV había vendido su participación del 64 % de aNobii a la compañía británica de supermercados Sainsbury's por la suma de 1 libra esterlina.
En enero de 2013, se anunció que beta.anobii.com se dedicaría a la venta de libros electrónicos por Sainsbury's a partir del 20 de febrero de 2013 cambiando a una nueva url, mientras que el sitio original de aNobii continuaría existiendo como una red social para los amantes de los libros.
Actualmente y gracias a la aportación de los usuarios el sitio web tiene una biblioteca de más de 40 millones de libros virtuales en distintos idiomas y categorías.

## Historia
El nombre del sitio viene de las primeras sílabas de Anobium Punctatum, que es el nombre en latín correcto para la carcoma, el más común de los inquilinos de las bibliotecas. Podríamos traducir esta metáfora en lo que actualmente llamamos “ratón de biblioteca”, es decir, un devorador de libros.

## Funcionalidades
Se trata de una comunidad para que los amantes de los libros creen sus propias estanterías y puedan:
- Descubrir y suscribirte a las estanterías de otros.
- Crear y compartir tu propia estantería sin esfuerzo.
- Hacer tu lista de deseos, almacenando las referencias a los libros que deseamos obtener.
- Comparar precios a través de diferentes sitios de Amazon.

### Estantería
Se trata de una herramienta que permite categorizar los libros que se han leído, rastrear lo que otros están leyendo y administrar lo que al usuario le gustaría leer a través de su propia biblioteca virtual. Su motor de búsqueda es útil para encontrar tanto obras como lectores: es posible hallar libros que, por su temática, podrían agradar al usuario o textos que el lector aún desconoce pero que le son presentados por sus amigos y contactos de la comunidad Anobii. Asimismo, se pueden añadir títulos populares, publicaciones recientes o libros con críticas de expertos.

### Otras
Tiene diversas funciones de una red social, como la posibilidad de enlazarte con otros usuarios y "seguirlos", unirte a grupos con tus intereses literarios, dejar comentarios, mandar mensajes privados, o recibir sugerencias del sistema a partir de las valoraciones de usuarios con gustos similares a los tuyos. Además, existe la posibilidad de enlazar con el perfil de Facebook o incluir un widget de la propia estantería en un blog.

## Aplicaciones
Existen aplicaciones tanto para iPhone como para Android, siendo esta última la que surgió de forma posterior. Con ellas es posible escanear el código de barras de cualquier libro para obtener críticas e información bibliográfica del mismo, añadir el libro en cuestión a una lista de deseos o wishlist y cargar rápidamente la biblioteca personal a Anobii.

## Requisitos
- Navegador: Mozilla Firefox o Internet Explorer 5+
- Javascript: Activado
- Cookies Permitidas[6]